# Großsteingrab Onsved Marker 4
Das Großsteingrab Onsved Marker 4 war eine megalithische Grabanlage der jungsteinzeitlichen Nordgruppe der Trichterbecherkultur im Kirchspiel Skuldelev in der dänischen Kommune Frederikssund. Es wurde im 19. Jahrhundert zerstört.

## Lage
Das Grab lag nördlich von Onsved am Westrand einer kleinen baumbestandenen Fläche westlich des Vangevej. In der näheren Umgebung gibt bzw. gab es mehrere weitere megalithische Grabanlagen.

## Forschungsgeschichte
Im Jahr 1873 führten Mitarbeiter des Dänischen Nationalmuseums eine Dokumentation der Fundstelle durch. Zu dieser Zeit waren keine baulichen Überreste mehr auszumachen.

## Beschreibung

### Architektur
Die Anlage besaß vermutlich eine Hügelschüttung, über die aber keine Angaben vorliegen. Die Grabkammer hatte eine Länge zwischen 1,9 m und 2,6 m sowie eine Breite von etwa 1,3 m. Sie besaß drei Decksteine. Der Kammer war ein nordwest-südöstlich orientierter Gang mit einer Länge zwischen 3,7 m und 4,3 m vorgelagert. An seinem äußeren Ende befand sich ein Schwellenstein. Da die Orientierung der Kammer nicht überliefert ist, ist unklar, ob es sich bei dem Grab um ein Ganggrab oder einen Großdolmen gehandelt hat.

### Funde
Bei der Abtragung des Grabes wurden in der Kammer zahlreiche röhren- und halbkugelförmige Bernstein-Perlen gefunden.